# 国际语文学
國際語文學指用國際語（創作的文學作品。這種人工國際輔助語由美國國際輔助語協會於1937至1951年間研發，以拉丁語及羅曼語族為基礎，設計理念是讓相關語系使用者能立即理解。雖然僅數百人主動使用此語言，但其書寫形式可被數百萬人讀懂。
亞歷山大·戈德（Alexander Gode）在國際語發展後期主導工作，但他對該語言的應用前景持保守態度。其留下的作品僅包括1950至1960年代的數百篇科學文獻摘要，以及兩部短篇故事集...文學價值有限。最早的國際語作品是語言學習書籍，例如1954年出版的《國際語-英語詞典》（Interlingua-English Dictionary）與《國際語簡明語法》（A Brief Grammar of Interlingua for Readers）。同年推出《國際語初覽》（Interlingua a Prime Vista），隔年戈德與布萊爾合著《國際語語法》（Interlingua: A Grammar of the International Language）。
早在1960年，埃里克·阿爾斯特倫（Eric Ahlström）便在其系列《斯堪地那維亞作家國際語作品集》（Scriptores scandinave in INTERLINGUA）中翻譯編輯小說冊：1960年《透視事件》（Episodio con perspectiva，哈拉爾德·赫達爾著）、1961年《逃兵》（Un desertor，博·伯格曼著）、1961年《皇帝的新衣》（Le nove vestimentos del imperator，安徒生著）。
瑞典作家斯文·科爾伯格（Sven Collberg）是最多產的國際語作家之一。其首部國際語出版物《某處·別處》（Alicubi-Alterubi）為包含18首原創詩的詩集。同年出版《你於我多親近》（Cunate tu es a mi mar），收錄百首譯自各國不同時期的詩作。其他作品包括《星辰之間》（Inter le stellas, 1975）、《王子與其他十四行詩》（Le prince e altere sonetos, 1977）、《百合，橡樹》（Lilios, Robores, 1979）、《散文》（Prosa, 1980）及《希臘詩行》（Versos grec, 1987）。
1970年代，卡羅羅·薩利克托（Carolo Salicto）出版詩集《漸近之翼》（Volo asymptotic, 1970），內含原創詩與譯作。1971年推出《鄰家母雞塞萊斯蒂娜》（Celestina le gallina del vicina）與《鄰家公雞漢尼拔》（Hannibalo le gallo del vicino）。1975年翻譯七篇安徒生童話。同期戈德出版《十二則短篇故事》（Un dozena dozena de breve contos），科爾伯格則翻譯卡西米爾·維什萊茨的《星辰之間》。
亞歷山大·戈德於1983年出版《十則故事》（Dece Contos）。
1990年代出現大量譯作，如卡羅·哥爾多尼的《古董商家族》（Le familia del antiquario, 1993）及兩年後同作者的《女店主》（Le Albergatrice）。其他譯作包括安徒生《童話與故事》（Contos e historias, 1995）和約翰·班揚《天路歷程》（Le pelegrinage de Christiano, 1994）。
維森特·科斯塔拉戈（Vicente Costalago）2022年出版原創中篇小說《茱莉亞德》（Juliade）及詩集《詩歌》（Poemas）。2023年推出同作者作品《基爾格蘭》（Kilglan）。
2025年3月《世界郵報》第46期中，「國際語金絲雀」愛德華多·奧爾特加（Eduardo Ortega）發表《抑鬱十四行詩》（Sonetto del depression），同期刊登馬丁·拉瓦雷（Martin Lavallée）翻譯的安德魯·馬維爾詩作《致羞怯的情人》（Ad su prude dama），以及其譯作夏爾·波德萊爾《信天翁》（Le Albatros）。

## 重要書目

### 原創作品
- 布萊因斯特魯普，托馬斯（2013）《墨西哥謎案——罪案小說》
- 科斯塔拉戈，維森特（2020）《赫拉克勒斯的十二項任務》
- 科斯塔·科斯塔拉戈，維森特（2022）《茱莉亞德》
- 科斯塔拉戈，維森特（2022）《詩歌》
- 哈克，埃斯本（1996）《調色板：十二篇原創小說》
- 斯克裡普托，馬庫斯（2015）《被迫成為的通曉多國語言者及其他故事》
- 索雷托，卡洛斯（2020）《文學選集》
- 科斯塔拉戈，維森特（2023）《基爾格蘭》

### 翻譯作品
來源：

| - 安徒生（1975）《七則童話》 - 安徒生（1995）《童話與故事》 - 安徒生（1961）《皇帝的新衣》 - 鮑德溫，詹姆斯（2022）《兒童版魯濱遜漂流記》 - 邦，赫爾曼（1994）《三則中篇小說》 - 阿爾諾，丹尼爾（2023）《八十天環遊地球》 - 班揚，約翰（1994）《天路歷程》 - 布扎蒂，迪諾（1992）《三則中篇小說》 - 科爾伯格，斯文（1975）《某處·別處》 - 科爾伯格，斯文（1977）《王子與其他十四行詩》 - 科爾伯格，斯文（1978）《潘朵拉：國際語神話場景》 - 科爾伯格，斯文（1980）《散文：國際語長短思緒》 - 科洛迪，卡洛（2018）《木偶奇遇記》 - 都德，阿爾豐斯（2013）《磨坊書簡》 - 柯南·道爾，亞瑟（2014）《肯普萊茲的重大實驗》 - 恩福斯，埃里克（2020）《塞爾瑪·拉格洛夫三則故事》 | - 弗蘭克，斯文（2012）《國際語故事集》 - 紀伯倫，卡里（2019）《先知》 - 戈德，亞歷山大（1983）《十則故事》，比克貝爾根 - 哥爾多尼，卡羅（1995）《女店主》 - 哥爾多尼，卡羅（1993）《古董商家族》 - 勒法努，約瑟夫·謝里登（2015）《鬼故事集》 - 勒布朗，莫里斯（2014）《亞森·羅蘋——紳士怪盜》 - 勒胡，加斯頓（2014）《兩則恐怖故事》 - 馬科韋伊，托馬（2019）《舞台與銀幕的精神瑰寶 II》 - 諾塔爾斯特凡諾，伊塔洛（2010）《輕鬆故事1：幽默故事》 - 諾塔爾斯特凡諾，伊塔洛（2019）《輕鬆故事2：神秘故事》 - 愛倫·坡，埃德加（2013）《阿蒙蒂亞多酒桶》，帕特里西奧·內格雷特譯 - 愛倫·坡，埃德加（2013）《莫格街兇殺案》 - 基羅加，奧拉西奧（2013）《森林故事集》 - 瑟德貝里，亞爾馬（2012）《嚴肅遊戲》 - 契訶夫，安東（2006）《十一則故事》 |

## 外部連結
- 國際語電子圖書館